# Anthony Asquith
Anthony William Lowell Asquith (9. listopadu 1902 Londýn – 20. února 1968 Londýn) byl britský filmový režisér. Jeho otcem byl premiér Spojeného království Herbert Henry Asquith.
Absolvoval Winchester College a oxfordskou Balliolovu kolej. Byl zakládajícím členem londýnského klubu The Film Society, kde se scházeli přední intelektuálové té doby, v roce 1926 pobýval v Americe u United Artists. Režírovat začal ještě v němém filmu – roku 1928 natočil podle vlastního scénáře svůj první snímek Vražda ve filmovém ateliéru. Je autorem více než třiceti celovečerních filmů, vynikl v kultivovaných přepisech známých literárních děl a ve třicátých letech byl pro svou popularitu srovnáván s Alfredem Hitchcockem.
V roce 1938 zfilmoval Pygmalion George Bernarda Shawa. Za druhé světové války vytvořil propagandistické filmy Příběh jedné z nich a Cesta ke hvězdám. V roce 1951 natočil psychologické drama ze školního prostředí Profesor odchází a o rok později film Jak je důležité míti Filipa podle hry Oscara Wildea. Scénáře k jeho filmům psal spisovatel Terence Rattigan, hráli v nich Laurence Olivier, Michael Redgrave, Rex Harrison nebo Elizabeth Taylorová. Rozloučil se v roce 1965 povídkovým filmem Žlutý Rolls-Royce. Od roku 1937 do své smrti byl předsedou Asociace filmových a televizních techniků.
Podle svědectví současníků byl Anthony Asquith homosexuál. Závěr jeho filmařské kariéry byl poznamenán závislostí na alkoholu, nastupující generace ovlivněná francouzskou novou vlnou navíc Asquithovo dílo zavrhla jako konzervativní a akademické.